# Адам II Баттьяни
Адам II Баттьяни (венг. Ádám II Batthyány; 13 сентября 1662, Вена — 26 августа 1703, Вена) — граф, венгерский военачальник, бан Хорватии.
Сын графа Кристофа II Баттьяни. Вместе с отцом участвовал в Великой турецкой войне. Во время осады Буды высадился с отрядом из 1200 гусар на остров Чепель, где захватил 12 турецких галер и гарем будайского паши. Был произведен в генерал-лейтенанты, затем в полные генералы, и назначен командовать войсками в районе Канижи.
В 1693 году был назначен баном Хорватии, Далмации и Славонии.

## Семья
25 ноября 1692 года женился в Вене на Элеоноре фон Штратман (1672—1741), дочери верховного рейхсканцлера Теодора Генриха фон Штратмана. В этом браке было четверо детей, из которых до совершеннолетия дожили двое:
- Лайош Баттьяни (венг. Batthyány Lajos) (1696—1765) — верховный канцлер и палатин Венгрии.
- Карл Йозеф Баттьяни (1697—1772) — князь, имперский генерал-фельдмаршал.